# Melikkend
Melikkend är en ort i Azerbajdzjan.   Den ligger i distriktet Göyçay Rayonu, i den centrala delen av landet, 180 km väster om huvudstaden Baku. Melikkend ligger 21 meter över havet och antalet invånare är 1 055.
Terrängen runt Melikkend är platt. Närmaste större samhälle är Geoktschai, 13,6 km norr om Melikkend.
Trakten runt Melikkend består till största delen av jordbruksmark. Runt Melikkend är det ganska tätbefolkat, med 80 invånare per kvadratkilometer.